# Altare taurobolico di Périgueux

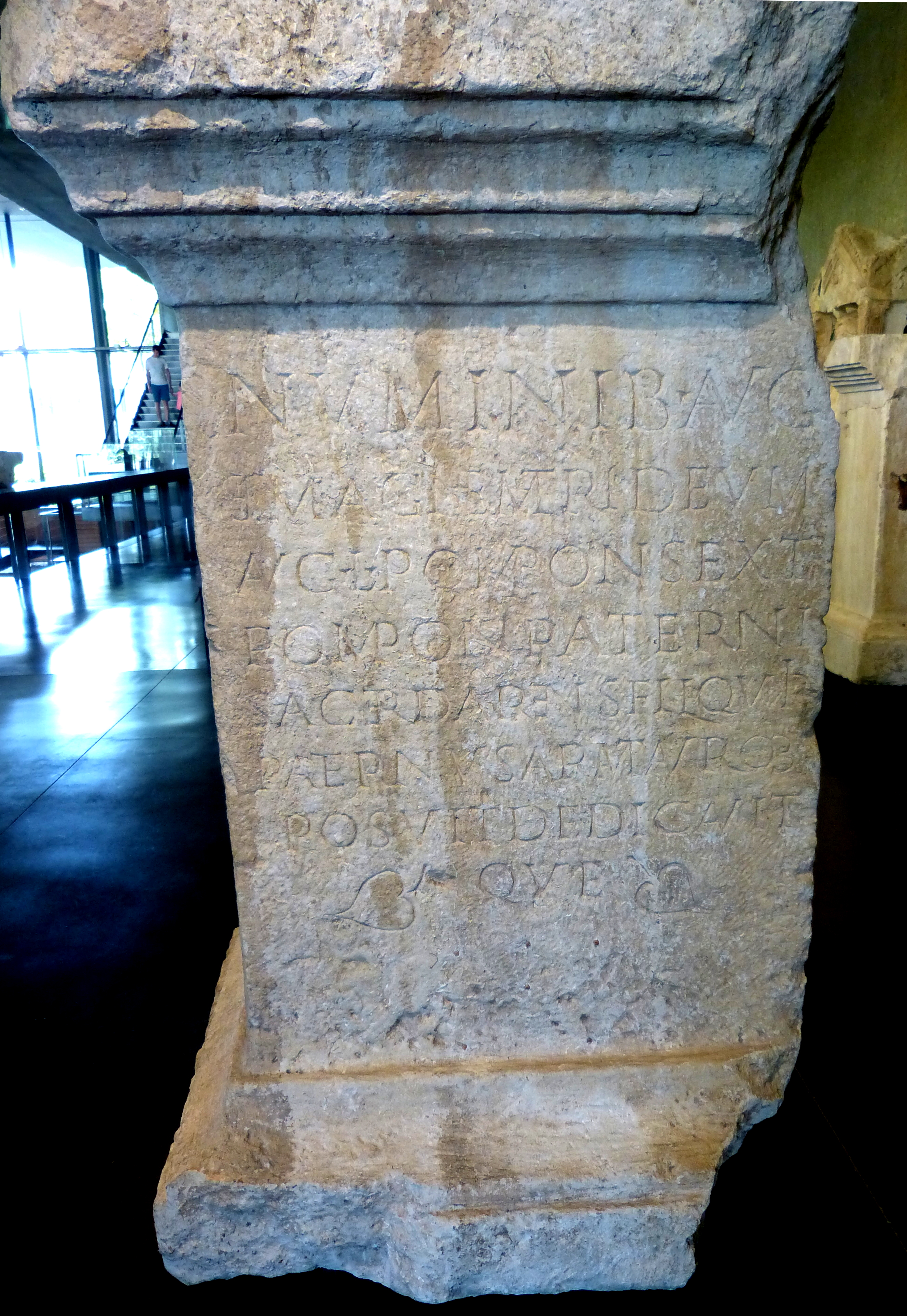
L'altare taurobolico, faccia principale con iscrizione

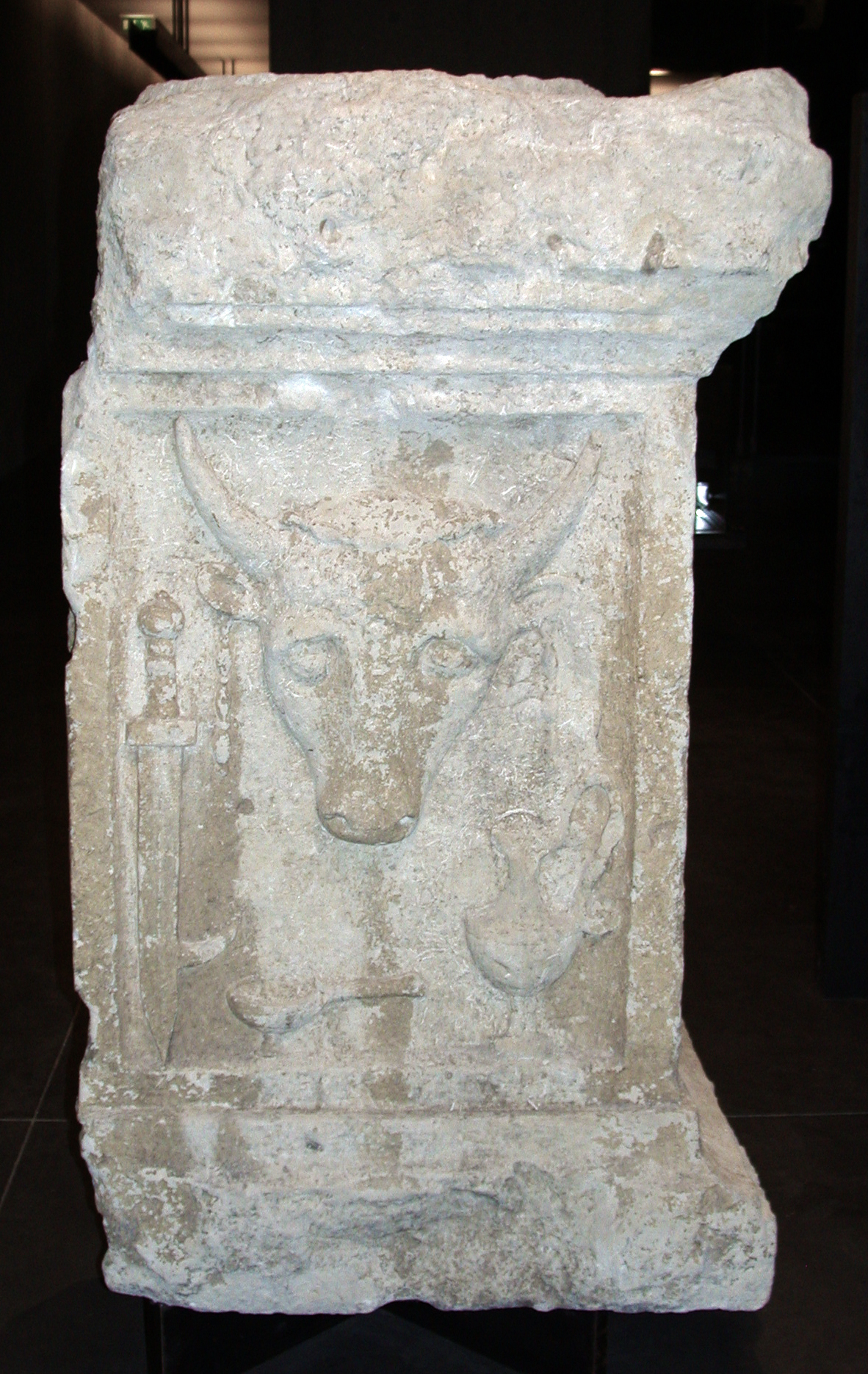
L'altare taurobolico, lato sinistro

L'altare taurobolico di Périgueux è un altare in pietra che commemora un taurobolium svolto a favore dei numina imperiali, offerto da Lucio Pomponio Paterno tra la fine del II e la prima metà del III secolo.
L'altare fu scoperto a Périgueux (dipartimento della Dordogna, nella regione della Nuova Aquitania), antica Vesunna, e si conserva nel Sito-museo gallo romano di Vesunna, nella città stessa.

## Storia
Il taurobolium fu ordinato da Lucio Pomponio Paterno, un personaggio importante della città, appartenente alla gens dei Pomponii. Nell'iscrizione viene menzionato solo il suo titolo di "sacerdote dell'altare", in riferimento all'"Altare delle Gallie" nel santuario di Lugdunum (Lione).
L'altare fu scoperto nel 1906 presso la porta Normanna, nella parte inferiore delle mura gallo-romane. Inizialmente fu conservato nel Museo d'arte e d'archeologia del Périgord (Musée d'art et d'archeologie du Périgord, o MAAP) e quindi fu trasferito nel Sito-museo gallo romano di Vesunna, inaugurato nel 2003.

## Descrizione
L'altare è scolpito in calcare bianco tenero e misura 154 cm di altezza, 88,5 cm di larghezza e 86 cm di spessore. Ha un dado coronato da modanature lisce e con zoccolo liscio.
Sulla faccia principale del dado presenta un'iscrizione, senza incorniciatura, mentre le altre tre facce presentano decorazioni a rilievo incorniciate da un listello.
La faccia opposta all'iscrizione è decorata con una testa d'ariete inquadrata da due tibiae e al di sotto due crotali legati da un nastro. Sul fianco sinistro è presente una testa di toro ornata di bende e al di sotto gli strumenti del sacrificio: coltello, patera con manico e brocca (urceus). Sul fianco destro il rilievo mostra in alto a sinistra un pino con un uccello e con due flagelli pendenti dai rami, al di sopra di un busto di Attis su un basamento ricoperto da stoffa; dietro il busto si vede la parte anteriore di un toro sdraiato a terra; lo spazio libero sopra il toro è occupato da un berretto frigio e da una siringa.

### Iscrizione
Il testo dell'iscrizione recita:
Numinib(us) Aug(ustorum) / et Magn(a)e Matri deum / Aug(ustae) L(ucius) Pompon(ius) Sext(i) / Pompon(i) Paterni / sacerd(otis) Arens(is) fil(ius) Quir(ina) / Paternus aram taurob(olicam) / posuit dedicavit/que (traduzione: "Alla potenza divina degli imperatori e alla Grande Madre degli dei augusti Lucio Pomponio Paterno, figlio di Sesto Pomponio, sacerdote dell'Altare (di Lione), iscritto nella tribù Quirina, pose e dedicò questo altare taurobolico").